# Чебоксарский переулок (Санкт-Петербург)
Чебокса́рский переу́лок — переулок в Центральном районе Санкт-Петербурга. Проходит от Малой Конюшенной улицы до набережной канала Грибоедова.

## История
С 1844 года по 16 апреля 1887 года проезд носил название Шведского, по другим данным — 2-го Шведского переулка. С 16 апреля 1887 года — Чебоксарский переулок (по городу Чебоксары).

## Достопримечательности
Дом по адресу Чебоксарский переулок, 2 — Малая Конюшенная, 4 — каналу Грибоедова, 9 — бывший дом Придворного конюшенного ведомства. К этому ведомству относилось множество зданий в округе, что обуславливалось близостью Конюшенного двора — зданию императорских конюшен на Конюшенной площади. В доме 2 в разные годы жили писатели В. М. Саянов, В. Я. Шишков, О. Д. Форш, М. М. Зощенко, поэт В. А. Рождественский, драматург Е. Л. Шварц. Сейчас в доме находится Государственный литературно-мемориальный музей М. М. Зощенко.
Участок дома 1 — Малая Конюшенная, 6 — Набережная канала Грибоедова, 11 занимало здание Придворного госпиталя, в настоящее время — городская больница номер 5. Здание неоднократно перестраивалось: в 1852—1857 годах — архитектором Н. И. Кузьминым, в 1888—1891 годах — В. П. Самохваловым и Н. А. Горностаевым.